# 初音みのり
初音 みのり（はつね みのり、1987年12月10日 - ）は、日本のAV女優、タレント。クローネ所属。

## 人物
- 基本的に野菜嫌いである(特にピーマン)[1]。

## 略歴
着エロ系DVDでデビュー後、2007年10月19日をもって『新人×ギリギリモザイク AV了解』でエスワン専属女優としてAVデビューした。
2007年、ムーディーズ年末大感謝祭2007で女優賞で第6位、『新人×ギリギリモザイク AV了解 初音みのり』が作品賞で3位に選ばれた。
アダルトビデオ30周年記念企画（AV30）として2012年1月5日から2月29日まで行われた人気投票で31位に選ばれている。
2016年4月29日、「かすみ果穂を贈る会（引退イベント）」の1次会、2次会に駆けつけた。
2016年2月、ムーディーズに移籍。同年9月の『丸呑みバキュームフェラ』を最後に活動停止していたが、2019年11月、『復活！3年ぶり！解禁！人生初　生中出しセックス-SECOND IMPRESSION- 復帰早々マ○コに真正ザーメン怒涛の9発射！！ 初音みのり』でアイデアポケットより活動再開。
2021年4月に発表されたアサヒ芸能「2021現役AV女優SEXY総選挙」で第22位。

## リリース作品

### イメージビデオ
2006年
- アンバランス（11月22日、ビーエムドットスリー）

2007年
- バーチャル（1月24日、ビーエムドットスリー）
- 『AV無理』（2月1日、未満）
- 『AV無理2』（3月1日、未満）
- 『AV無理3』（3月30日、未満）
- 『AV無理4』（5月1日、未満）
- 『AV無理5』（6月1日、未満）

2008年
- X時間 エクスタシー7（6月1日、ゴマブックス）

2012年
- エロキュート 初音みのり（3月30日、オルスタックピクチャーズ）
- 裸美人（8月11日、つくばテレビ）

2013年
- エロキュート 初音みのり2（6月28日、オルスタックピクチャーズ）
- DE LUST 熱帯美人 （8月27日、UGANDA）

2020年
- Minori 完熟覚醒ハーヴェスト （9月10日、REbecca）

### アダルトビデオ
- 新人×ギリギリモザイク AV了解（10月19日、エスワン）
- Wギリギリモザイク（12月1日、エスワン）

- CMタレント×ギリギリモザイク 新AVスタイル!（1月19日、エスワン）
- ギリギリモザイク ネットリ濃厚セックス（2月19日、エスワン）
- ギリギリモザイク 6つのコスチュームでパコパコ!（3月19日、エスワン）
- ハイパーギリギリモザイク ゆまとみのり（4月19日、エスワン）
- ギリギリモザイク 学校でセックスしよっ♥（5月19日、エスワン）
- ギリモザ 無限絶頂!激イカセFUCK（6月19日、エスワン）
- ハイパー×ギリモザ ハイパーギリモザ（7月19日、エスワン）
- ギリモザ バコバコ乱交（8月19日、エスワン）
- 完全限定生産×ハイモザver2.1 ハイパーギリモザMV（9月7日、エスワン）
- ハイパーギリモザ8時間（9月19日、エスワン）個人総集編
- レイプ×ギリモザ 犯された巨乳先生（10月7日、エスワン）
- ギリモザ 絶叫!ビッグマグナムFUCK（11月7日、エスワン）
- ギリモザ ものすごい顔射（12月7日、エスワン）

- ギリモザ 妄想的特殊浴場 本指名（1月7日、エスワン）
- ギリモザ 20コスチュームでパコパコ!（2月7日、エスワン）
- ギリモザ めぞんTSUBAKI S1女優と24時間セックスざんまい!（2月7日、エスワン） 廃盤
- ギリモザ 僕だけの♥初音みのり（3月7日、エスワン）
- ギリモザ もっと激しく、激しく突いて（4月7日、エスワン）
- 4時間×ギリモザ バコバコ風俗 NO.1指名（5月7日、エスワン）
- ギリモザ 僕だけの♥巨乳ママ（6月7日、エスワン）
- ギリモザ めぞんエスワン別館 イキまくり潮吹き大乱交（6月19日、エスワン）
- ギリモザ 潮吹きナースの誘惑看護（7月7日、エスワン）
- ギリモザ めぞんエスワン S1女優と24時間セックスざんまい!（7月19日、エスワン）
- ギリモザ みのりの美尻じっくり見せてあげる（8月7日、エスワン）
- ギリモザ8時間（9月7日、エスワン）個人総集編
- ギリモザ OLびんびん物語 誘惑編（9月19日、エスワン）
- ギリモザ 交わる体液、濃密セックス（10月7日、エスワン）
- ギリモザ OLびんびん物語 凌辱編（10月19日、エスワン）
- ギリモザ 猥褻痴漢（11月7日、エスワン）
- ギリモザ 初ネコのエッチな恩返し（12月7日、エスワン）

- 究極の黄金比BODY（1月7日、エスワン）
- 素顔で生々セックス（2月7日、エスワン）
- 膣中でイク女（3月7日、エスワン）
- ファンに犯された巨乳アイドル（4月7日、エスワン）
- みのりとみのり 巨乳姉妹はハレンチ捜査官（5月7日、エスワン）
- エロティック・エデン 淫靡な裸体のエスコート（6月19日、エスワン）
- 二人きりの不倫旅行（7月7日、エスワン）
- 沈黙の性交 感じているのに声を出せない…（8月7日、エスワン）
- イヤラしいカラダ NO.1STYLE カンパニー松尾×エスワン（9月7日、エスワン）
- 交わる体液、濃密セックス特別編 -美獣たちの淫猥な性交-（10月7日、エスワン）
- おしゃぶり痴女の手コキ淫語（10月19日、エスワン）
- 僕とみのりの甘～い性活（11月1日、アイデアポケット）
- 初音みのりの濃厚な接吻とSEX（12月1日、アイデアポケット）
- エスワン8時間Special（12月7日、エスワン）個人総集編

- DIGITAL CHANNEL DC76（1月1日、アイデアポケット）
- ゴージャスオナニーサポート（2月1日、アイデアポケット）
- 汗だくSEX（3月1日、アイデアポケット）
- SSS‐BODY 女のカラダはガチンコファイトH中毒で選ぶ。（4月13日、E-BODY）
- みのり先生の誘惑授業（5月1日、アイデアポケット）
- エロ美女ナース（6月1日、アイデアポケット）
- 究極の尻フェチマニアックス（7月1日、アイデアポケット）
- 瞬殺!一撃バズーカ顔射（8月1日、アイデアポケット）
- 究極BODYと最高のSEX（9月1日、アイデアポケット）
- 3D（10月1日、アイデアポケット） 共演:かすみ果穂
- 見つめ合って感じ合う情熱SEX（11月1日、アイデアポケット）
- 僕らのみのりん（12月1日、アイデアポケット）個人総集編

- 世界最高級ソープへようこそ（1月1日、アイデアポケット）
- アタッカーズ全面監修 夫の目の前で犯されて（2月1日、アイデアポケット）
- カテキョ 爆乳家庭教師の猥褻レッスン（3月1日、アイデアポケット）
- アマレス部女子爆乳キャプテン（4月1日、アイデアポケット）
- 狙われたインストラクター…ストーカー痴漢（5月1日，アイデアポケット）
- 秘密女捜査官（6月1日、アイデアポケット）
- 乳がデカすぎてエロ過ぎるボイン妻（7月1日、アイデアポケット）
- ほろ酔いSEX（8月1日、アイデアポケット）
- キレイなビーチでSEXしようよ!（9月1日、アイデアポケット）
- 犯された美人巨乳女教師（10月1日、アイデアポケット）
- 性の祭典 ミノリンピック 金メダル級の極上BODY8時間スペシャル（11月1日、アイデアポケット）
- IP PLATINUM GIRLS COLLECTION 2012（11月19日、アイデアポケット）
- 感汁女 解放された性欲（12月1日、アイデアポケット）

- いきなりSEX えっ?今ここでですか?（1月1日、アイデアポケット）
- エスワン16時間Special（1月19日、エスワン）個人総集編
- 彼女の姉貴とイケナイ関係（2月1日、アイデアポケット）
- 僕とみのりとここみの甘過ぎるボイン同棲  （3月1日、アイデアポケット）
- 彼氏の前で犯されたワタシ… （4月1日、アイデアポケット）
- むしゃぶりつきたくなる裸体（5月1日、アイデアポケット）
- パイズリ天国 ぷるるんオッパイ挟射（6月1日、アイデアポケット）
- ヤリ歩きSEX 羞恥プレイに驚愕、潮噴き、絶頂、大興奮 (7月1日、アイデアポケット)
- SEX三昧6本番 (8月1日、アイデアポケット)
- うちの妻を犯して下さい (9月1日、アイデアポケット)
- SUNBURST エロ過ぎる日焼けあと (10月1日、アイデアポケット)
- LOVE SEMEN (11月1日、アイデアポケット)
- デリバリーSEX アナタの自宅に初音みのりをお届けします (12月1日、アイデアポケット)

- 快感スパイラル みのりをイカせてイカせてイカせまくり! (1月1日、アイデアポケット)
- 大乱交 (2月1日、アイデアポケット)
- 巨乳女社長輪姦 (3月1日、アイデアポケット)
- 痴漢されたいノーブラノーパン巨乳妻 (4月1日、アイデアポケット)
- 180分本指名 極上風俗4本番 (5月1日、アイデアポケット)
- 100SEX 24時間 (6月1日、アイデアポケット)※総集編
- 限界ギリギリアクメ 怒涛の200分SPECIAL (7月1日、アイデアポケット)
- アナタの上司に犯されて感じてしまった私… (8月1日、アイデアポケット)
- セックスボランティア (9月1日、アイデアポケット)
- 湯悦に濡れた柔肌 肉欲に溺れる若妻の寝取られ温泉旅情 (10月1日、アイデアポケット)
- 自然の恵み (11月1日、アイデアポケット)
- 壮絶なるノーカットSEX 衝撃の220分 (12月1日、アイデアポケット)

- 連続射精してしまうほど過激な性交 (1月1日、アイデアポケット)
- 美しき極道の女 (2月1日、アイデアポケット)
- ゴージャステクニシャン 貸切スイートルーム (3月1日、アイデアポケット)
- 初音みのりPERFECTBOX8時間 (4月1日、アイデアポケット)※総集編
- 射精するまで許してくれない インテリ系欲求不満痴女のわいせつW逆痴漢 (5月1日、アイデアポケット)
- ハメられたグラマラス美女RQ (6月1日、アイデアポケット)
- タイトスカート巨乳痴女医の淫らな誘惑 (7月1日、アイデアポケット)
- 断り切れずに巨乳を弄ばれるランジェリーモデル〜漆黒の罠に嵌ったモデル志望の美女〜 (8月1日、アイデアポケット)
- 着衣グラマラス はちきれんばかりの巨乳が性欲を高める着衣FUCK! (9月19日、アイデアポケット)
- いつも優しくしてくれる隣の巨乳お姉さんを犯ル!犯ってヤルッ!! (12月1日、アイデアポケット)

- ゲームショーコンパニオンの逃げられない甘い誘惑 (1月1日、アイデアポケット)
- 私、初音みのりがムーディーズに移籍してはじめての撮影です。 (2月1日、MOODYZ)
- 1日10回射精しても止まらないオーガズムSEX (3月1日、MOODYZ)
- 快感でおかしくなるまで続く痙攣性交と絶頂潮 (4月1日、MOODYZ)
- (かすみ果穂)引退！そして解禁！FINALアナルFUCKデビュー11周年！スペシャルゲスト達も参戦！！ごっくんあり！ぶっかけあり！アナルSEXあり！（4月19日、アイデアポケット）
- ショタチンが大好きみのり先生 (5月1日、MOODYZ)
- 30本のチ○ポを抜きまくるパイズリ大乱交 (6月1日、MOODYZ)
- ヤンキー捜査官Special (7月1日、MOODYZ)
- 今日、あなたの上司に犯されました。 (8月1日、MOODYZ)
- 丸呑みバキュームフェラ (9月13日、MOODYZ)

- 初音みのり コンプリートBEST12時間 (5月1日、MOODYZ) ※単体ベスト

- 復活!3年ぶり!解禁！!人生初 生中出しセックス -SECOND IMPRESSION- 復帰早々マ○コに真正ザーメン怒涛の9発射!! (11月13日、アイデアポケット)
- 真正生中出し風俗5本番 180分貸し切りスペシャルコース ヒクヒク痙攣イキ連発!怒涛のどっぷりナマ中出し5シチュエーション! (12月13日、アイデアポケット)

- 「えっ、もうイッてるのに!止めて!」 絶頂後にぶっちぎりの追撃弾丸中出しピストン (1月13日、アイデアポケット)
- 出張先相部屋NTR 絶倫の部下に一晩中何度も中出しされた巨乳女上司  (2月13日、アイデアポケット) ※Blu-ray 同時発売
- 死ぬほど大嫌いな上司と出張先の温泉旅館でまさかの相部屋に… 醜い絶倫おやじに何度も何度もイカされ中出しされてしまった私 (3月13日、アイデアポケット)
- 中出しOK 淫語と汗蒸しパンチラで女上司に誘惑されっぱなしのボク (4月13日、アイデアポケット)
- 射精しても射精してもチ○ポを抜いてくれない絶倫お姉さんの追撃中出し騎乗位ピストン (5月13日、アイデアポケット)
- 田舎に帰省して暇な夏、親戚のお姉さんの濡れたHcupがエロすぎて… （6月13日、アイデアポケット）[6]
- 隣に住む新婚ほやほや高飛車妻を一番屈辱的な方法で犯した数日間。 (7月13日、アイデアポケット）
- ささやき淫語とねっとり騎乗位で中出しを誘発させる美人痴女教師の個人授業 (9月13日、アイデアポケット）
- バイト先の欲求不満な人妻とヤリまくった日々。 (10月7日、アタッカーズ[7]）
- 父の仇を討つ筈が…組織に囚われ一年間セックス漬け、堕ちた女捜査官 初音みのり (11月7日、アタッカーズ）
- 舐め犯し 義父の欲望6 初音みのり (12月7日、アタッカーズ）

- あなた、許して…。 夫の部下に抱かれた人妻 初音みのり（1月7日、アタッカーズ）
- デッサンモデルをさせられた美術部顧問教師 初音みのり（2月7日、アタッカーズ）
- マドンナ『専属移籍』第一弾！！ 夫と子作りSEXをした後はいつも義父に中出しされ続けています…。 初音みのり（3月25日、マドンナ）
- 出張先のビジネスホテルでずっと憧れていた女上司とまさかまさかの相部屋宿泊 初音みのり（4月25日、マドンナ）
- 声を出せずに私は何度もイカされて… ～人妻の肉体を敏感に開発する汗だく性感マッサージ～ 初音みのり（5月25日、マドンナ）
- 初音みのり×熟れコミ 原作・山本善々 何となく結婚した私の浮気 貞淑な人妻の溢れんばかりの性欲を淫らに実写化！！（6月25日、マドンナ）
- 専属・初音みのりが快感に悶え堕ちる本気中出しファック！！ 密着セックス ～別居を決意した人妻と不動産屋の不貞交尾～（7月25日、マドンナ）
- 息子の友達の制御不能な絶倫交尾でイカされ続けて… 初音みのり（8月25日、マドンナ）
- 私の自慢の嫁ちゃんを晒します。 初音みのり（9月28日、マドンナ）
- 妻には口が裂けても言えません、義母さんを孕ませてしまったなんて…。-1泊2日の温泉旅行で、我を忘れて中出ししまくった僕。- 初音みのり（10月26日、マドンナ）

- 【超部屋結界】ハーレムSPECIAL 〜ようこそ僕だけの淫乱病院へ イヒ!〜 美人ナースやインテリ女医を下品な淫乱女へと洗脳支配する（3月10日、SODクリエイト）[8]
- 「…じゃあ、終電無いなら、泊まっていってください。」結婚間近の僕が上司の奥さんの誘惑に負けてしまい、何度も中出しさせられた…逆NTR不倫性交 初音みのり（5月17日、人妻援護会/エマニエル）
- 人妻の花びらめくり 初音みのり（5月13日、人妻援護会/エマニエル）
- ママシ●タ実話 初音みのり（9月6日、グローリークエスト）[9]

- エロ黒姉さん 初音みのり（1月27日、MERCURY（マーキュリー））
- 【「私の妻を寝取ってください。」リアル夫婦 究極のNTRドキュメント30日間の記録 初音みのり（8月15日、溜池ゴロー）
- リアル夫婦NTRドキュメント第2弾 夫が仕組んだ寝取られ不倫旅行 夫には見せたことのない初音みのり本当の素顔 （9月19日、溜池ゴロー

- はだかの主婦 板橋区在住 初音みのり（36）（3月5日、プラネットプラス）[10]

### アダルトVR
- 初音みのり初VR！ 超高画質 射精が止まらない！ 最高のオナニーサポートしてア・ゲ・ル 115分SPECIAL (2020年4月10日、アイデアポケット)
- 初音みのりをボクだけ独占！ キスしまくりおっぱい舐めまくりち○ぽいじられ放題！46時中セックス中毒なボクらのイチャハメ神同棲 (2020年6月25日、アイデアポケット)

### 写真集
- バーチャル 初音みのり（2007年4月6日、渡辺製作所）
- アンバランス 初音みのり（2007年6月14日、渡辺製作所）
- O・HA・TSU~1st IMPACT（2007年3月20日、双葉社、撮影：稲村幸夫）ISBN 978-4575299625
- LOVE×(ラブラブ) #12　初音みのり (クライスMOOK 14)（2008年2月、メディア・クライス）ISBN 978-4778801243
- Minorium（2008年8月、彩文館出版、撮影：上野勇）ISBN 978-4775603338

### トレーディングカード
- 初音みのりオフィシャルカードコレクション「Truth｣･専用バインダー（2008年6月28日、株式会社セレッサ）
- ジューシーハニーコレクションカードVol.18 (2012年2月18日、株式会社ミント)希志あいの、希崎ジェシカとの共同作品
- ジューシーハニー・コレクションカード プレミアムエディション2012 シリーズ2（2012年12月22日、株式会社ミント）希志あいの、希美まゆとの共同作品

## 出演

### テレビ番組
- おねがい!マスカット（2008年4月7日 - 2009年3月30日、テレビ東京）
- ゴッドタン～The God Tongue 神の舌～…芸能界ストイック暗記王（2008年12月10日・2013年3月30日、テレビ東京）
- あさだち♂テレビ!!（2009年1月 - 2009年12月、スカパー/エンタ!371）メインMC
- おねだり!!マスカット（2009年4月6日 - 2010年3月29日、テレビ東京）
- キャンパスナイトフジ（2010年2月19日・2010年3月12日、フジテレビ）
- ちょいとマスカット!（2010年4月28日 - 2010年9月29日、 テレビ東京）
- オレたちパチスロリーグ（2010年6月19日、スカパー/MONDO21）
- ロンドンハーツ（2010年8月10日、テレビ朝日）
- 姫姫旅行 〜Princess×Princess to Lip〜「タイ編」（2010年8月28日 - 2010年9月25日、福島中央テレビ）
- おねだりマスカットDX!（2010年10月6日 - 2011年9月28日、テレビ東京）
- めちゃ×2イケてるッ!（2010年10月9日、フジテレビ）
- ロンブー淳の一攫千金＄ジャックポッド（2010年11月13日、日本テレビ）
- 魁!音楽番付（2010年12月22日、フジテレビ）
- アメトーーク (2011年3月3日、テレビ朝日)
- 業界LOVE STORY~だからテレビはおもしろい~（2011年5月4日、東海テレビ）
- あいのエチュード#8（2011年8月3日初回放送、スカパー/PigooHD）ゲスト出演
  - 　#18-20(2012年)
- かすみレディオ vol.12（2011年8月16日初回放送、スカパー/PigooHD）ゲスト出演
- 月刊初音みのり　2（2012年、2013年、エンタ!371）
- かすみレディオ14（2012年7月18日、エンタ371）
- おねだりマスカットSP!（2011年10月5日 - 2013年3月30日、テレビ東京）
- フジテレビからの〜（2011年10月13日、フジテレビ）
- 爆裂バラエティー シャバダバの空に（2012年2月20日、関西テレビ）
- 裸美人 #7(2012年7月、エンタ!959)
- 音流（2012年3月23日・2013年1月4日・1月11日、テレビ東京）
- セクシー女優総選挙(エンタ!371、エンタ!959）
  - 　第2回（2012年4月）
  - 　第4回（2013年2月 、エンタ!959）
- おもしろ言葉ゲーム OMOJAN（2012年5月22日、フジテレビ）
- レギュラー版かすみレディオ＃3、#15、#16（2012年8月、2013年、エンタ371、959）
- たびとも希志あいの×初音みのり(2012年、エンタ!959)
- 24時間かすみレディオ（2012年8月11日-2012年8月12日 、エンタ!371）※27時間生放送
- ヴィーナス・フューチャー
  - 　＃107、108、110、115（2012年、エンタ!371）
- 各駅停車人妻紀行　初音みのり（2012年、キントーンジャパンチャンネル）
- パチンコ女学園（2013年10月7日～、テレビ埼玉）
- 24時間かすみレディオ2013（2013年9月29日 、エンタ!959）
- かすみTVDX（2013年12月-2014年1月、千葉テレビ）
- 36時間かすみ果穂＆上原亜衣引退特別編成（2016年4月16日、エンタ!959）
  - かすみレディオ傑作レディオ1-3
  - かすみレディオ#47、ラストかすみレディオ、DJかすみ卒業式。
- マスカットナイト (2015年11月4日・11月11日、テレビ東京)

### インターネット放送
- 金曜の8時恵比寿 みんなでマスカットーク!(不定期金曜20:00～,DMM.com,ファンクラブ会員限定配信)第3回(08月26日),第5回(09月30日),第11回(12月16日)
- (仮)初音とくじらのニコジョッキー(2011年12月20日～5月、ニコジョッキー)※毎月第４火曜日21:00～
- ロンドンハーツABEMA特別編（2022年5月31日、ABEMA）アンケート協力[11]

### ラジオ
- バナナマンのバナナムーン（2008年8月25日、TBSラジオ）
- おぎやはぎのメガネびいき（2011年5月19日、TBSラジオ）
- リッスン? 〜Live 4 Life〜（2011年6月6日、文化放送）

### Vシネマ
- 横浜たそがれ物語　エロタン（2007年3月23日、ティーエムシー）
- 女子大生釘師 みゆき（2008年9月26日、ジェネオンエンタテインメント）
- ミルク ～滴る女～（2010年11月19日、アメイジングD.C.）
- 吸血ガールズ（2011年6月17日、GPミュージアム）
- CA物語 エッチな客室乗務員(2012年05月02日、アルバトロス)

### CM
- DMM.com オンラインDVDレンタル（デジタルメディアマート）

### パチンコ
- CRジューシーハニー（2014年12月、サンセイアールアンドディ）
- PジューシーハニーH（ハーレム）（2023年5月、サンセイアールアンドディ）

### 雑誌
- 穂花センセイのSEX野外授業（週刊大衆双葉社）ゲスト出演
- TENGU 2012年2月号（表紙）

### ゲーム
- 銀行マンの下剋上～バラ色人生を目指して～（2022年12月6日、AV GAMES、フュージョンプロジェクト）- 徳川組会長・初音みのり 役[12]
- 社長と美女たちの二重奏（2024年3月6日[13]、CREAM SOFT）- 徳川千歌 役[14]